# La Cueva de Roa
La Cueva de Roa település Spanyolországban, Burgos tartományban. La Cueva de Roa Roa de Duero, Haza, Nava de Roa, San Martín de Rubiales és Mambrilla de Castrejón községekkel határos. Lakosainak száma 89 fő (2024).

## Népesség
A település népessége az utóbbi években az alábbiak szerint változott:
| Lakosok száma | 116  | 109  | 105  | 112  | 107  | 102  | 90   | 122  | 106  | 89   |
|               | 2001 | 2004 | 2006 | 2009 | 2011 | 2014 | 2016 | 2019 | 2021 | 2024 |